# Список космонавтов Италии
Ниже представлен список из итальянских космонавтов, участвовавших в космическом полёте. Данные приведены по состоянию на 20 января 2024 года.
В списке 8 космонавтов, из которых 1 женщина. Только у 1 космонавта есть опыт выходов в открытый космос. 5 космонавтов уже завершили карьеру, 2 (выделены заливкой) находится в активном отряде.
| № | Космонавт (астронавт)                                                        | Фото | Экспедиция | Число полётов | Суммарный налёт              | Выходы в открытый космос | Время в открытом космосе | Специализация                                                    |
| - | ---------------------------------------------------------------------------- | ---- | --- | ------------- | ---------------------------- | ------------------------ | ------------------------ | ---------------------------------------------------------------- |
| 1 | Франко Эджидио Малерба итал. Franco Egidio Malerba род. 10 октября 1946 года |      | Атлантис STS-46, 31.07.1992 — 08.08.1992 | 1             | 07 суток 23 часа 15 минут    | 0                        | 0                        | Биофизик, специалист по полезной нагрузке.                       |
| 2 | Маурицио Кели итал. Maurizio Cheli род. 4 мая 1959 года                      |      | Колумбия STS-75, 22.02.1996 — 09.03.1996 | 1             | 15 суток 17 часов 40 минут   | 0                        | 0                        | Пилот-испытатель, специалист полёта.                             |
| 3 | Умберто Гуидони итал. Umberto Guidoni род. 18 августа 1954 года              |      | Колумбия STS-75, 22.02.1996 — 09.03.1996 Индевор STS-100 · МКС, 19.04.2001 — 01.05.2001                                                                           | 2             | 27 суток 15 часов 10 минут   | 0                        | 0                        | Астрофизик, специалист полёта.                                   |
| 4 | Роберто Виттори итал. Roberto Vittori род. 15 октября 1964 года              |      | Союз ТМ-34 · МКС-4 · Союз ТМ-33, 25.04.2002 — 05.05.2002 Союз ТМА-6 · МКС-11 · Союз ТМА-5, 15.04.2005 — 24.04.2005 Индевор STS-134 · МКС, 16.05.2011 — 01.06.2011 | 3             | 35 суток 12 часов 35 минут   | 0                        | 0                        | Бортинженер, специалист полёта.                                  |
| 5 | Паоло Анджело Несполи итал. Paolo Angelo Nespoli род. 6 апреля 1957 года     |      | Дискавери STS-120, 23.10.2007 — 07.11.2007 Союз ТМА-20 · МКС-26 · МКС-27, 15.12.2010 — 24.05.2011 Союз МС-05 · МКС-52 · МКС-53, 28.07.2017 — 14.12.2017           | 3             | 313 суток 02 часа 36 минут   | 0                        | 0                        | Специалист полёта, бортинженер.                                  |
| 6 | Лука Сальво Пармитано итал. Luca Parmitano род. 27 сентября 1976 года        |      | Союз ТМА-09М · МКС-36/37, 28.05.2013 — 11.11.2013 Союз МС-13 · МКС-60/61, 20.07.2019 — 06.02.2020                                                                 | 2             | 366 суток 23 часа 01 минута  | 6                        | 33 часа 09 минут         | Пилот-испытатель, бортинженер.                                   |
| 7 | Саманта Кристофоретти итал. Samantha Cristoforetti род. 26 апреля 1977 года  |      | Союз ТМА-15М · МКС-42/43, 23.11.2014 — 11.06.2015 Dragon 2 Freedom SpaceX Crew-4 · МКС-67/68, 27.04.2022 — 14.10.2022                                             | 2             | 370 суток 05 часов 44 минуты | 1                        | 07 часов 05 минут        | Бортинженер Союз ТМА, специалист полёта Crew-4, командир МКС-68. |
| 8 | Вальтер Вилладеи итал. Walter Villadei род. 29 апреля 1974 года              |      | Dragon 2 Freedom Ax-3, 18.01.2024 — 09.02.2024 | 1             | 21 сутки 15 часов 41 минута  | 0                        | 0                        | Специалист полёта.                                               |